# 榊原経武

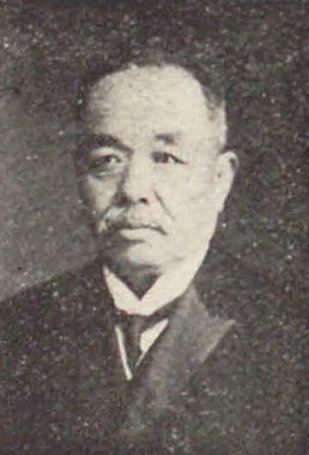
榊原経武

榊原 経武（さかきばら つねたけ、安政4年2月2日（1857年2月25日） - 昭和14年（1939年）10月2日）は、衆議院議員（立憲政友会）、栃木市長、弁護士。

## 経歴
江戸に生まれ、東京法律学舎・講法学舎で法学を学び、またボアソナードに師事し、代言人試験に合格した。1892年（明治25年）、栃木県会議員、栃木町会議員に当選。1897年（明治30年）には都賀郡会議員に当選した。
1903年（明治36年）、第8回衆議院議員総選挙に出馬し、当選。1915年（大正4年）から1924年（大正13年）まで栃木町長を務め、1924年の第15回衆議院議員総選挙で再選された。1936年（昭和11年）、再び栃木町長に選ばれ、翌年の市制施行とともに、初代栃木市長に就任した。